# Formica venosa
Formica venosa é uma espécie de formiga do gênero Formica, pertencente à subfamília Formicinae.